# Симетрична різниця
Теоретико-множинні операції
{\displaystyle {\overline {A}}\;} доповнення

{\displaystyle A\cup B\;} об'єднання

{\displaystyle A\cap B\;} перетин

{\displaystyle A\setminus B\;} різниця

{\displaystyle A\triangle B\;} симетрична різниця

{\displaystyle A\times B\;} декартів добуток
Симетрична різниця двох множин — теоретико-множинна операція, результатом якої є нова множина, що включає всі елементи вихідних множин, які не належать одночасно обом вихідним множинам. Іншими словами, якщо є дві множини A і B, їх симетрична різниця є об'єднання елементів A, що не входять в B, з елементами B не членами A. На письмі для позначення симетричної різниці множин A і B використовується позначення A △ B.
В математиці та теорії множин, симетричною різницею двох множин є така множина елементів, які містяться в одній з цих двох множин, але не в обох.

## Визначення
Симетричну різницю можна визначити двома способами:
- симетрична різниця двох заданих множин А та В — це така множина A △ B, куди входять всі ті елементи першої множини, які не входять в другу множину, а, також ті елементи другої множини, які не входять в першу множину:

{\displaystyle (A\triangle B)=(A\setminus B)\cup (B\setminus A)}
- симетрична різниця двох заданих множин A і B — це така множина A △ B, куди входять всі ті елементи обох множин, які не є загальними для двох заданих множин.

{\displaystyle (A\triangle B)=(A\cup B)\setminus (A\cap B)}

## Властивості
- Симетрична різниця є бінарною операцією у будь-якому булеані;
- Симетрична різниця є комутативною: {\displaystyle A\bigtriangleup B=B\,\triangle \,A;}
- Симетрична різниця є асоціативною: {\displaystyle \left(A\bigtriangleup B\right)\,\triangle \,C=A\bigtriangleup \left(B\,\triangle \,C\right);}
- Перетин множин  є дистрибутивним відносно симетричної різниці: {\displaystyle A\cap \left(B\bigtriangleup C\right)=\left(A\cap B\right)\bigtriangleup \left(A\cap C\right);}
- Порожня множина є нейтральним елементом симетричної різниці:  {\displaystyle A\bigtriangleup \varnothing =A;}
- Будь-яка множина обернена сама собі відносно операції симетричної різниці: {\displaystyle A\bigtriangleup A=\varnothing ;}
- Булеан з операцією симетричної різниці є абелевою групою;
- {\displaystyle \left(A_{1}\cap A_{2}\right)\bigtriangleup \left(B_{1}\cap B_{2}\right)\subset \left(A_{1}\bigtriangleup B_{1}\right)\cup \left(A_{2}\bigtriangleup B_{2}\right);}
- {\displaystyle \left(A_{1}\cup A_{2}\right)\bigtriangleup \left(B_{1}\cup B_{2}\right)\subset \left(A_{1}\bigtriangleup B_{1}\right)\cup \left(A_{2}\bigtriangleup B_{2}\right);}
- {\displaystyle \left(A_{1}\setminus A_{2}\right)\bigtriangleup \left(B_{1}\setminus B_{2}\right)\subset \left(A_{1}\bigtriangleup B_{1}\right)\cup \left(A_{2}\bigtriangleup B_{2}\right);}
- Об'єднання симетричної різниці з перетином двох множин дорівнює об'єднанню вихідних множин {\displaystyle (A\bigtriangleup B)\cup (A\cap B)=A\cup B};
- Між симетричною різницею та об'єднанням множин такий зв'язок:

{\displaystyle A\triangle B=(A\setminus B)\cup (B\setminus A)}
- Зв'язок з операцією перетину множин такий:

{\displaystyle (A\triangle B)=(A\cup B)\setminus (A\cap B)}

## Приклади
1. Нехай
{\displaystyle A=\{1,2,3,4,5\},\quad B=\{3,4,5,6,7\}.}
Тоді
{\displaystyle A\,\triangle \,B=\{1,2,6,7\}.}

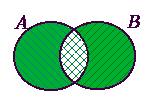
Діаграма Венна для симетричної різниці AΔB

2. Симетрична різниця множини усіх студентів та усіх осіб жіночої статі, містить множину усіх студентів-чоловіків та усіх жінок, які не є студентами.